# Даніо
Даніо (Danio) — рід риб родини данієвих невеликого (до 5 см) розміру. Сама назва даніо використовується для позначення риб з родів Danio та Devario і походить від бенгальского слова Dhāna — рис, рисове поле. Багато риб з цього роду є відомими в акваріумістиці, зокрема даніо-реріо.
Представники роду Даніо вирізняються невеликим розміром, двома парами відносно довгих вусиків, видовженим тілом та забарвленням, для якого характерна наявність довгих горизонтальних смуг, рядів цяток чи вертикальних смужок.

## Види
Рід включає такі види:
- Danio absconditus Kullander & Britz, 2015
- Danio aesculapii Kullander & Fang, 2009
- Danio albolineatus (Blyth, 1860)
- Danio annulosus Kullander, Rahman, Norén & Mollah, 2015
- Danio assamila Kullander, 2015
- Danio catenatus Kullander, 2015
- Danio choprae Hora, 1928
- Danio concatenatus Kullander, 2015
- Danio dangila (Hamilton, 1822)
- Danio erythromicron (Annandale, 1918)
- Danio feegradei Hora, 1937
- Danio flagrans Kullander, 2012
- Danio htamanthinus Kullander & Norén, 2016
- Danio jaintianensis (Sen, 2007)
- Danio kerri Smith, 1931
- Danio kyathit Fang, 1998
- Danio margaritatus (Roberts, 2007) — Даніо перловий, мікрорасбора галактика
- Danio meghalayensis Sen & Dey, 1985
- Danio muongthanhensis Nguyen, 2001
- Danio nigrofasciatus (Day, 1870) — Даніо крапчастий
- Danio pulcher Smith, 1931
- Danio quagga Kullander, Liao & Fang, 2009
- Danio rerio (Hamilton, 1822) — Даніо-реріо
- Danio roseus Fang & Kottelat, 2000 — Розовий Даніо
- Danio sysphigmatus Kullander, 2015
- Danio tinwini Kullander & Fang, 2009
- Danio trangi Ngô, 2003
- Danio tweediei Brittan, 1956